# کیکا سیلوا
ماریا فرانسیسکا «کیکا» سیلوا سانچز (María Francisca "Kika" Silva Sánchez) (زادهٔ ۱۸ مارس ۱۹۹۲ میلادی) یک مدل، بازیگر و شخصیت تلویزیونی شیلیایی است.

## سنین جوانی و تحصیلات
فرانسیسکا سیلوا در ۱۸ مارس ۱۹۹۲ میلادی در سانتیاگو، شیلی به دنیا آمد. او دختر دنیل سیلوا و بازیکن هاکی فرانسیسکا سانچز است و بزرگ‌ترین چهار خواهر و برادر است. در دوران دانش‌آموزی در مدرسهٔ ناصره، او در تیم دو و میدانی شرکت کرد، اما یک آسیب ستون فقرات زمانی که تنها ۱۴ سال داشت، او را مجبور به توقف کرد. او پس از اتمام تحصیلات متوسطهٔ خود در سال ۲۰۱۰ میلادی، در دانشگاه ملی آندرس بلو به تحصیل در رشته تربیت بدنی پرداخت. در سال ۲۰۱۲ میلادی او پنج ماه را در مکزیک گذراند تا وارد حرفهٔ مُدلینگ شود و در آنجا با مجلهٔ وُگ آمریکای لاتین کار کرد. در اواخر همان سال او به شیلی بازگشت تا بازیگری در تلویزیون را دنبال کند.

## حرفه
سیلوا حرفهٔ تلویزیونی خود را با میزبانی برنامهٔ ویا دِ اسکاپه (راه فرار) در کانال تلویزیون کابلی ویوه دپورتس (ورزش زنده) آغاز کرد و بعداً بخشی از برنامهٔ شوبیز اس‌کوپه (SQP) شد. او مُدل و عضو هیئت برنامهٔ صبحگاهی بین‌ونیدوس (خوش آمدید) در کانال ۱۳ است.
در سال ۲۰۱۷ میلادی در جشنوارهٔ بین‌المللی آهنگ وینا دل مار به عنوان ملکهٔ جشنواره تاجگذاری کرد. فینال مسابقه در مقابل مُدل اسپانیایی گالا کالدیرولا و خوانندهٔ مکزیکی جاس ریس در یک رای‌گیری محدود برگزار شد. «پیسکینازو» سنتی قرار بود روز شنبه، ۲۵ فوریه برگزار شود، اما به دلیل مشکلات امنیتی که پس از تظاهرات در مجاورت هتل او'هیگینز به وجود آمد، به حالت تعلیق درآمد. تاج را ویرجینیا رجیناتو تحویل داد. برندهٔ مسابقه همچنین حلقهٔ کلاسیک را دریافت کرد که در آن سال دارای ۳۲ الماس و ۲۰ زمرد بود.

## تلویزیون
- ویا دِ اسکاپه (راه فرار)
- ویوه دپورتس (ورزش زنده)
- سولترا اوترا وز (دوباره مجرد) (۲۰۱۳)
- توک شو (نمایش گفتگو) (۲۰۱۴–۲۰۱۳)
- بالا لوکا (گلولهٔ دیوانه) (۲۰۱۶، کوتاه)
- بین‌ونیدوس (خوش آمدید) (۲۰۱۶ تا حاضر، عضو هیئت)[۵]

## یادداشت
1. ↑  این نام از آداب نامگذاری اسپانیایی پیروی می‌کند: نام‌خانوادگی اول یا پدری سیلوا و نام‌خانوادگی دوم یا مادری سانچز است.